# Bernat I d'Alvèrnia
Bernat d'Alvèrnia conegut com el Vell, fou comte d'Alvèrnia i abat laic de Brioude vers 846-863 i 864 a una data posterior al 866.
Era probablement fill de l'antic comte Guerí de Provença o bé un net (fill de Guillem I d'Alvèrnia). Vers 855 després del fracàs de Lluís el Jove (que volia ser Lluís II d'Aquitània però no ho va aconseguir; fou després Lluís III d'Alemanya) per proclamar-se rei a Aquitània, va donar suport a Pipí II d'Aquitània i fou el principal noble del seu partit però el 859 va tornar al bàndol de Carles el Calb i fou fidel a Carles l'Infant, però quan aquest es va revoltar contra el seu pare el 862, va donar suport a Carles el Calb. El 863 en un cop de mà, el conseller i vescomte Esteve d'Alvèrnia el va deposar i va usurpar el poder. Esteve va morir en lluita contra els normands, i Carles el Calb va retornar el comtat a Bernat a l'assemblea de Pîtres el juny del 864. Se l'esmenta per darrera vegada el 866 i hauria mort entre 866 i 868. Un fill, Guerí, el podria haver succeït però hauria mort al cap de poc i pel dret de la filla el comtat havia de passar a Bernat Plantapilosa. Però Gerard II, fill de Gerard I (i net per tant de Guerí) li va disputar el poder i hauria dominat el comtat fins que fou deposat formalment pel rei el 872.
Bernat es va casar dues vegades, la primera amb Liutgarda i la segona amb Ermengarda, i va tenir dos fills:
- Guerí, possible comte d'Alvèrnia del 868 al 869
- Ermengarda

La filla Ermengarda es va casar amb Bernat Plantapilosa que a la mort de Bernat seguida de la del seu fill Guerí (menys probablement per una decisió de Carles el Calb) posterior al 866, potser el 868 o 869, va rebre la investidura del comtat d'Alvèrnia. Un fill d'Ermengarda va portar el nom de Guerí com el seu suposat besavi, però devia morir jove.